# Charlotte Rampling
Tessa Charlotte Rampling, angleška filmska in televizijski igralka, * 5. februar 1946, Sturmer, Essex, Anglija.